# Gizzeria
Gizzeria es una comuna de la provincia de Catanzaro, en la región de Calabria (Italia).

## Evolución demográfica
| Gráfica de evolución demográfica de Gizzeria entre 1861 y 2001 |
|                                                                |
| Fuente ISTAT - elaboración gráfica de Wikipedia                |

- Datos: Q53530
- Multimedia: Gizzeria / Q53530

1. ↑  Worldpostalcodes.org, código postal n.º 88040.
2. ↑  «Codici Catastali». Comuni-italiani.it (en italiano). Consultado el 29 de abril de 2017.